# Decachaetus minor
Decachaetus minor är en ringmaskart som beskrevs av Lee 1959. Decachaetus minor ingår i släktet Decachaetus och familjen Acanthodrilidae. Inga underarter finns listade i Catalogue of Life.